# 나일강 삼각주

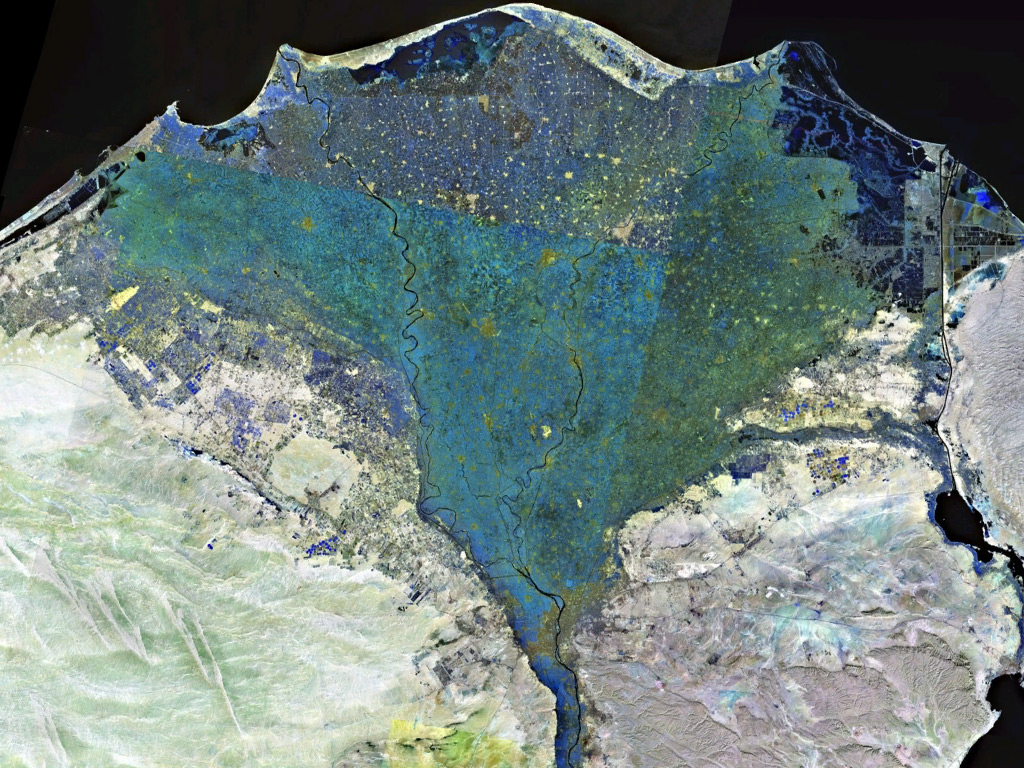
나일 강 삼각주의 NASA 위성 사진

나일 강 삼각주(아랍어: دلتا النيل)는 이집트 북쪽 나일강 하류에 형성된 삼각주로 나일 강이 지중해로 들어가는 하구언에 위치하고 있다. 이 삼각주는 세계에서 가장 큰 삼각주 지형 중 하나로 동쪽으로는 알렉산드리아에서부터 서쪽으로는 포트사이드까지 약 240km의 넓은 지중해 해안선이 펼쳐져 있고 남북 간의 거리는 대략 160km 정도가 된다. 이집트 나일 강 계곡과 삼각주 지방은 세계에서 가장 비옥한 토양 중 하나이고 이집트 8천만 인구 대부분이 몰려살고 있는 인구 밀집 지역이기도 하다.